# Mentiri noli numquam mendacia prosunt
 Mentiri noli, numquam mendacia prosunt лат. (изговор:ментири ноли нумквам мендација просунт). Немој лагати, никада лажи не користе. (Муретус)

## Поријекло изреке
Мисао изрекао француски хуманиста, Муретус -(латинизовано име 
Marc Antoine Muret) у 16 вијеку. 

## У српском језику
Лаж никад не води добру.

## Значење
Лаж је истина која не постоји, а до истине се извјесно једино и може доћи. Значи лаж се лако открива и прецизно демантује оно што доказује. 